# Jan Zach
Jan Zach   (Jenštejn, novembre 1713 (<26 de novembre de 1713) - Ellwangen, 24 de maig de 1773) va ser un compositor, violinista i organista txec. Tot i que era un compositor dotat i versàtil capaç d'escriure tant en llenguatge barroc com clàssic, la seva personalitat excèntrica va provocar nombrosos conflictes i manca d'ocupació constant a partir del 1756.
Zach va néixer a Dehtáry, prop de Brandýs nad Labem, Bohèmia, en el si d'una família de carreters. El 1724 es va traslladar a Praga i va començar a treballar com a violinista a St Gallus i a St Martín. Segons Dlabacž, va estudiar orgue amb Bohuslav Matěj Černohorský, que va viure a Praga entre el 1720 i el 1727. La carrera de Zach com a organista va començar a St Martín, i el 1737 també tocava l'orgue a l'església monàstica dels Germans Misericordiosos i del Minor. capella de St Ann. El 1737 va competir pel lloc d'organista a la catedral de Sant Vito, però no va tenir èxit. Es desconeixen els detalls del que va passar a continuació: es va informar que va deixar Bohèmia, però aparentment va romandre a Praga almenys fins al 1740. A principis de 1745 vivia a Augsburg i el 24 d'abril de 1745 va ser nomenat Capellmeister de l'Orquestra Electoral de la tribunal de Johann Friedrich Karl von Ostein, príncep-elector de Mainz. Va visitar Itàlia el 1746 i, breument, Bohèmia el 1747.
Evidentment, Zach tenia una personalitat complexa i excèntrica, que va provocar nombrosos conflictes que van assolar la seva vida a Mainz. Va ser suspès del seu càrrec el 1750 i finalment destituït el 1756. A partir d'aquest moment, sembla que Zach mai més va tenir feina estable. Va viatjar per Europa i es va mantenir econòmicament interpretant i venent còpies de les seves obres, ensenyant, dedicant les seves composicions, etc. Va visitar nombrosos jutjats i monestirs d'Alemanya i Àustria, es va quedar a Itàlia el 1767 i entre 1771 i 1772 i pot haver treballat com a mestre de cor a l'abadia de Pairis a Alsàcia. Va romandre diverses vegades a l'abadia de Stams a Stams, Tirol, on potser va tenir connexions, i va exercir com a professor de música a l'escola jesuïta de Múnic durant diversos breus períodes. Les darreres mencions de Zach en fonts contemporànies indiquen que el gener de 1773 es trobava a la cort de Wallerstein i, segons el "Frankfurt Kayserliche Reichs-Ober-Post-Amts-Zeitung" del 5 de juny de 1773, va morir en un viatge a Ellwangen. Zach va ser enterrat a l'església local de St Wolfgang.

## Obres
No s'ha establert completament una llista completa d'obres. Cap al final de la seva vida, Zach va donar nombroses composicions als monjos al monestir cistercenc de Stams. Aquests manuscrits constitueixen el dipòsit més gran d'obres de Zach al món. L'obra que sobreviu de Zach comprèn una gran quantitat de música tant instrumental com sacra: unes 30 misses, 28 sinfonies de corda, una dotzena d'obres de teclat i altres peces. A causa de la naturalesa de la vida de Zach, és difícil establir una cronologia precisa. La seva obra reflecteix la transició de l'antic estil barroc als ideals emergents de l'era de la música clàssica. Amb múltiples influències dels compositors italians, la música dels quals havia arribat a Praga, viatges a Itàlia, accés al famós llibre de text de Johann Joseph Fux, Gradus ad Parnassum, música popular txeca i una forta tècnica d'orgue, Zach era igualment hàbil en les contrapunt i l'estil galant. A més, a Zach li agradaven les modulacions cromàtiques aventureres. L'erudit Johann Branberger, que escrivia a principis del segle xx, va assenyalar la preferència de Zach pels temes "cromàtics, i sovint exòtics".
El Concert per a clavicèmbal en do menor (K C17) exemplifica la transició de l'estil barroc al galant que va tenir lloc al llarg del segle xviii. Tot i que aquest concert en concret demostra qualitats d'ambdós estils, tendeix més cap al modern. Es troba en tres moviments que segueixen el format típic ràpid-lent-ràpid del Galant Concerti. Tot i que la tonalitat harmònica menor i la melodia austera del ritornello inicial recorden a Bach, el to es torna ràpidament més dolç amb l'entrada del segon tema. Típic de l'estil Galant, l'harmonia es mou lentament amb el pols subjacent portat per repetides notes de vuitena. El contingut melòdic sovint consisteix en flors lleugeres en agrupacions de dos o quatre mesures, i les seqüències diatòniques són curtes i planes. L'estil barroc apareix més sovint a la part del teclat amb patrons complexos, cromàtics i virtuosos. A més, la contrapartida entre teclat i orquestra és més intricada del que normalment s'esperava a l'estil Galant.
Només algunes de les peces de Zach van ser publicades durant la seva vida: una sonata per a clavicèmbal (a Oeuvres mêlées, v / 6 (Nuremberg, 1759)), un concert per a clavicèmbal (Nuremberg, 1766; GS C13) i la col·lecció Sei sonate per a clavicèmbal i violí o flauta travessera (París, 1767).

## Llista d'obres
K.M. va publicar un catàleg temàtic de l'obra de Zach. Komma el 1938 (números K); des de llavors es van trobar més obres, i algunes van ser catalogades per A. Gottron i W. Senn el 1955 (números GS).